# Моррис, Ирвин
Ирвин Моррис (англ. Earvin Morris; род. 28 апреля 1994, Мемфис, штат Теннесси США) — американский профессиональный баскетболист, играющий на позициях атакующего защитника и лёгкого форварда.

## Карьера
Моррис — выпускник университета УТЭП. Свой первый профессиональный сезон провёл в Ливане, выступая за команду «Тадамон», за которую набирал 23,2 очка, 4,3 подбора, 3,5 передачи и 1,5 перехвата в среднем за игру.
В августе 2017 года подписал двухлетний контракт по системе «1+1» с «Автодором». Соглашение предусматривало двухмесячный испытательный срок. В декабре саратовский клуб применил опцию выхода из контракта. В Кубке ФИБА-Европа Моррис провёл 6 матчей, в среднем набирая 8,5 очка и делая 2,5 подбора, 0,8 передачи, 0,5 перехвата за 16,6 минуты. В 8 играх Единой лиги ВТБ его средняя статистика составила 6,9 очка, 1,4 подбора, 1,3 передачи и 0,6 перехвата за 19 минут.
В феврале 2018 года Моррмс стал игроком «Трикала».